# 方田太和堂
方田太和堂，位于中华人民共和国浙江省衢州市开化县大溪边乡，是浙江省省级文物保护单位之一。
2017年1月19日，方田太和堂被列入第七批浙江省文物保护单位，该文物保护单位是一座古建筑。